# Роса, Рудней да
Ру́дней да Ро́са (порт.-браз. Rudnei da Rosa; 7 октября 1984 года, Флорианополис) — бразильский футболист, полузащитник.

## Карьера
Воспитанник клуба «Фигейренсе». Выступал за многие бразильские клубы, а также за японский «Ванфоре Кофу». В 2010 году вместе со своим клубом «Аваи» стал чемпионом родного штата Санта-Катарина. Летом 2012 года подписал трёхлетний контракт с владикавказской «Аланией».

## Достижения
Аваи:
- Чемпион Лиги Катаринезе: 2010